# Petr Vícha
Petr Vícha (* 25. září 1963 Karviná) je český politik, od roku 2006 senátor za obvod č. 74 – Karviná a v letech 2008 až 2020 předseda senátorského klubu České strany sociálně demokratické, v letech 2000 až 2008 zastupitel Moravskoslezského kraje, od roku 1994 zastupitel Bohumína, v letech 1994 až 2025 také jeho starostou.

## Životopis
Po maturitě na bohumínském gymnáziu se zaměřením na strojírenství absolvoval Strojní a elektrotechnickou fakultu Vysoké školy báňské, kde studoval obor Strojírenská technologie. Poté působil na Katedře slévárenství jako pomocná vědecká síla.
Po základní vojenské službě nastoupil v roce 1988 do Železáren a drátoven Bohumín, kde působil do roku 1991. V letech 1991 až 1994 byl vedoucím finančního odboru Městského úřadu v Bohumíně.

## Politická kariéra
V roce 1995 se stal členem České strany sociálně demokratické (od roku 2023 Sociální demokracie). V roce 1994 byl zvolen do zastupitelstva Bohumína, kde je od té doby opakovaně volen starostou. V letech 2000 až 2008 byl členem Zastupitelstva Moravskoslezského kraje.
Od roku 2006 je senátorem za obvod č. 74 – Karviná. V prvním kole voleb porazil kandidátku ODS Emilii Večeřovou v poměru 33,82 % ku 19,67 % hlasů. Ve druhém kole obdržel 66,82 % hlasů, a stal se tak členem horní komory Parlamentu.
V letech 2008 až 2020 v Senátu předsedal senátorskému klubu ČSSD. Mimo to je členem Organizačního výboru a Výboru pro územní rozvoj, veřejnou správu a životní prostředí.
V komunálních volbách v roce 2014 obhájil post zastupitele Bohumína, když vedl kandidátku ČSSD. Strana volby ve městě výrazně vyhrála (55,41 % hlasů, 14 mandátů) a v listopadu 2014 byl Petr Vícha zvolen starostou pro své již sedmé volební období.
Ve volbách do Senátu PČR v roce 2018 obhajoval za ČSSD svůj senátorský mandát v obvodu č. 74 – Karviná. Se ziskem 36,72 % hlasů vyhrál první kolo voleb a ve druhém kole se utkal s nestraničkou za KSČM Miladou Halíkovou. Tu porazil poměrem hlasů 72,06 % : 27,93 %, a zůstal tak senátorem. Po senátních volbách v roce 2022 se stal posledním senátorem zvoleným za ČSSD (SOCDEM), který stále působil v jedné z komor Parlamentu.
V komunálních volbách v roce 2018 opět obhájil post zastupitele Bohumína, když vedl kandidátku ČSSD. V říjnu 2018 se stal již po sedmé starostou města.
V komunálních volbách v roce 2022 znovu vedl v Bohumíně kandidátku ČSSD. Mandát zastupitele města obhájil. Dne 17. října 2022 byl opět zvolen starostou města.
Ve volbách do Senátu PČR v roce 2024 obhajoval za SOCDEM mandát senátora v obvod č. 74 – Karviná v rámci koalice „SOCDEM a ANO“. Už v prvním kole získal 58,33 % hlasů a obhájil tak mandát senátora.
V únoru 2025 rezignoval po 30 letech na funkci starosty Bohumína, jeho nástupcem se stal Lumír Macura. Vícha byl poté zvolen neuvolněným místostarostou.
Členství v Sociální demokracii ukončil k 30. červnu 2025 kvůli jejímu vyjednávání o společné kandidatuře s hnutím Stačilo!, přičemž opustit stranu plánoval již delší dobu a tato skutečnost mu dle svých slov rozhodování jen zjednodušila.